# Pholcus montanus
Pholcus montanus är en spindelart som beskrevs av Paik 1978. Pholcus montanus ingår i släktet Pholcus och familjen dallerspindlar. Inga underarter finns listade i Catalogue of Life.